# 서일본 JR 버스
서일본 JR 버스 주식회사(일본어: 西日本ジェイアールバス株式会社 니시니혼 제이아루 바스[*])은 호쿠리쿠 지방와 긴키 지방을 중심으로 승합버스·전세버스 사업을 하는 서일본 여객철도(JR 서일본) 그룹의 자회사이다.

## 같이 보기
- JR 버스
- 니시테쓰 버스